# ریو سونگ ریونگ
ریو سونگ ریونگ (کره‌ای: 류승룡؛ زادهٔ ۲۹ اکتبر ۱۹۷۰) بازیگر اهل کره جنوبی است. ریو سونگ ریونگ حرفهٔ بازیگری خود را در تئاتر آغاز کرد و در نهایت تبدیل به یکی از بازیگران نقش مکمل همه‌فن‌حریف در فیلم و تلویزیون کره‌ای تبدیل شد که نقش‌های بسیار متنوعی بازی کرده‌است. در سال ۲۰۱۳، او در فیلم محبوب معجزه در سلول شماره ۷ و در سال ۲۰۱۹ در فیلم پرفروش شغل پرخطر ایفای نقش کرده‌است. ریو سونگ ریونگ اولین بازیگر کره‌ای است که در چهار فیلمی بازی کرده‌است که هر کدام بیش از ۱۰ میلیون بیننده دارند.

## زندگی شخصی
ریو سونگ ریونگ از مؤسسه هنر سئول با مدرک تئاتر فارع‌التحصیل شده‌است. او در حال حاضر در کالج هنر سئول، به عنوان پروفسور، هنرهای بازیگری را تدریس می‌کند.

## فیلم‌شناسی

### فیلم
- گزیدهٔ فیلم‌ها

| سال  | عنوان                   | نقش               | توضیحات                    |
| ---- | ----------------------- | ----------------- | -------------------------- |
| ۲۰۰۹ | مخفی                    | جاکال             | [ ۵ ]                      |
| ۲۰۱۱ | بتلفیلد هیروز           | یون نام-گون       |                            |
| ۲۰۱۲ | مبدل‌پوش                 | هو گیون           |                            |
| ۲۰۱۲ | ظهور نگهبانان           | شمال (صدا)        | فیلم انیمیشن (دوبلهٔ کره‌ای) |
| ۲۰۱۳ | معجزه در سلول شماره ۷   | لی یونگ-گو        |                            |
| ۲۰۱۴ | ریو ۲                   | نیگل (صدا)        | فیلم انیمیشن (دوبلهٔ کره‌ای) |
| ۲۰۱۴ | دریاسالار: امواج خروشان | کوروشیما میچیفوسا | [ ۷ ]                      |
| ۲۰۱۵ | صدای یک گل              | شین جه هیو        |                            |
| ۲۰۱۹ | شغل پرخطر               | سرپرست تیم گو     |                            |

### مجموعه تلویزیونی
| سال       | عنوان                | نقش                             | شبکه           |
| --------- | -------------------- | ------------------------------- | -------------- |
| ۱۹۹۸      | سایه‌های یک عشق قدیمی | شیناوه                          | اس‌بی‌اس         |
| ۲۰۰۰      | عشق احمقانه          |                                 | کی‌بی‌اس۲        |
| ۲۰۰۵      | اشک‌های الماس         |                                 | اس‌بی‌اس         |
| ۲۰۰۷      | پلیس چوسان: فصل ۱    | کانگ سونگ-جو                    | ام‌بی‌سی درامانت |
| ۲۰۰۸      | فایل‌های ایکس مرموز   |                                 | ام‌بی‌سی درامانت |
| ۲۰۰۸      | یو-ترن               | یونگ                            | اوسی‌ان         |
| ۲۰۰۸      | نقاش باد             | کیم جو-نیون                     | اس‌بی‌اس         |
| ۲۰۰۹      | آیریس                | لیدر افسران آیریس               | کی‌بی‌اس۲        |
| ۲۰۱۰      | ذائقه شخصی           | چوی دو-بین                      | ام‌بی‌سی         |
| ۲۰۱۴      | تو از ستاره‌ها اومدی  | هو گیون (حضور افتخاری، قسمت ۱۹) | اس‌بی‌اس         |
| ۲۰۱۹–۲۰۲۰ | پادشاهی              | لرد چو هاک-جو                   | نتفلیکس        |
| ۲۰۲۱      | جیریسان              | راوی (حضور افتخاری، قسمت ۱)     | تی‌وی‌ان         |
| ۲۰۲۲      | محرک                 | جانگ جو-وون                     | دیزنی پلاس     |

### حضور در موزیک ویدئوها
| سال  | نام آهنگ                                           | آرتیست      | منابع  |
| ---- | -------------------------------------------------- | ----------- | ------ |
| ۲۰۲۱ | «سرتو بالا بگیر» (Keep your head up; 네가 아는 너) | لی دونگ-هوی | [ ۱۰ ] |

## تئاتر
| سال  | عنوان               | نقش         |
| ---- | ------------------- | ----------- |
|      | جانگ بوگو           | جانگ بوگو   |
|      | مرگ یک فروشنده      | ویلی لومان  |
| ۲۰۰۷ | مردم دست و پا چلفتی | جانگ دوک-به |

## جوایز و نامزدی‌ها
| سال  | مراسم جوایز                                               | دستع                                               | اثر نامزد شده           | نتیجه    |
| ---- | --------------------------------------------------------- | -------------------------------------------------- | ----------------------- | -------- |
| ۲۰۰۷ | ششمین جوایز فیلم کره‌ای                                    | بهترین بازیگر تازه‌کار مرد                          | هوانگ جین-یی            | نامزدشده |
| ۲۰۰۸ | جوایز درامای اس‌بی‌اس                                       | بهترین بازیگر نقش مکمل مرد در یک درام ویژه         | نقاش باد                | نامزدشده |
| ۲۰۱۰ | هفتمین جوایز مکس مووی                                     | بهترین بازیگر نقش مکمل مرد                         | مخفی                    | نامزدشده |
| ۲۰۱۰ | سی و یکمین جوایز فیلم اژدهای آبی                          | بهترین بازیگر نقش مکمل مرد                         | مخفی                    | نامزدشده |
| ۲۰۱۱ | بیستمین جوایز فیلم بوایل                                  | بهترین بازیگر نقش مکمل مرد                         | جنگ کمان‌ها              | نامزدشده |
| ۲۰۱۱ | سی و دومین جوایز فیلم اژدهای آبی                          | بهترین بازیگر نقش مکمل مرد                         | جنگ کمان‌ها              | برنده    |
| ۲۰۱۱ | نوزدهمین جوایز فرهنگ و سرگرمی کره‌ای                       | جایزه برترین بازیگر، بازیگر نقش اول مرد در یک فیلم | جنگ کمان‌ها              | برنده    |
| ۲۰۱۲ | کالج هنرهای سئول                                          | جایزه هنرهای اس‌اِی‌سی                                | —                       | برنده    |
| ۲۰۱۲ | بیست و یکمین جوایز فیلم بوایل                             | بهترین بازیگر نقش مکمل مرد                         | همه چیز دربارهٔ همسرم    | نامزدشده |
| ۲۰۱۲ | چهل و نهمین جوایز ناقوس بزرگ                              | بهترین بازیگر نقش مکمل مرد                         | مبدل‌پوش                 | برنده    |
| ۲۰۱۲ | چهل و نهمین جوایز ناقوس بزرگ                              | بهترین بازیگر نقش مکمل مرد                         | همه چیز در بارهٔ همسرم   | نامزدشده |
| ۲۰۱۲ | سی و سومین جوایز فیلم اژدهای آبی                          | بهترین بازیگر نقش مکمل مرد                         | همه چیز در بارهٔ همسرم   | برنده    |
| ۲۰۱۳ | چهارمین جوایز فیلم کی‌اواف‌آراِی                             | بهترین بازیگر نقش مکمل مرد                         | همه چیز در بارهٔ همسرم   | برنده    |
| ۲۰۱۳ | چهل و نهمین جوایز هنری بکسانگ                             | بهترین بازیگر تقش مکمل مرد (فیلم)                  | همه چیز در بارهٔ همسرم   | نامزدشده |
| ۲۰۱۳ | چهل و نهمین جوایز هنری بکسانگ                             | بهترین بازیگر نقش اول مرد (فیلم)                   | معجزه در سلول شماره ۷   | نامزدشده |
| ۲۰۱۳ | چهل و نهمین جوایز هنری بکسانگ                             | جایزه بزرگ (فیلم)                                  | معجزه در سلول شماره ۷   | برنده    |
| ۲۰۱۳ | هفتمین جوایز برگزیده ۲۰ ام‌نت                              | ستاره ۲۰ فیلم - بازیگر نقش اول مرد                 | معجزه در سلول شماره ۷   | برنده    |
| ۲۰۱۳ | بیست و دومین جوایز فیلم فیلم بوایل                        | بهترین بازیگر نقش مکمل مرد                         | مبدل‌پوش                 | برنده    |
| ۲۰۱۳ | پنجاهمین جوایز ناقوس بزرگ                                 | بهترین بازیگر نقش اول مرد                          | معجزه در سلول شماره ۷   | برنده    |
| ۲۰۱۳ | سی و چهارمین جوایز فیلم اژدهای آبی                        | بهترین بازیگر نقش اول مرد                          | معجزه در سلول شماره ۷   | نامزدشده |
| ۲۰۱۳ | بیست و یکمین جوایز فرهنگ و سرگرمی کره‌ای                   | جایزه بزرگ (فیلم)                                  | معجزه در سلول شماره ۷   | برنده    |
| ۲۰۱۴ | نهمین جوایز مکس مووی                                      | بهترین بازیگر نقش اول مرد                          | معجزه در سلول شماره ۷   | نامزدشده |
| ۲۰۱۵ | دهمین جوایز مکس مووی                                      | بهترین بازیگر نقش مکمل مرد                         | دریاسالار: امواج خروشان | نامزدشده |
| ۲۰۱۹ | پنجاه و پنجمین جوایز هنری بکسانگ                          | بهترین بازیگر نقش اول مرد (فیلم)                   | شغل پرخطر               | نامزدشده |
| ۲۰۱۹ | بیت و چهارمین جوایز هنری فیلم چونسا                       | بهترین بازیگر نقش اول مرد                          | شغل پرخطر               | نامزدشده |
| ۲۰۱۹ | بیست و هشتمین جوایز فیلم بوایل                            | جایزه ستاره محبوب                                  | شغل پرخطر               | نامزدشده |
| ۲۰۱۹ | چهلمین جوایز فیلم اژدهای آبی                              | بهترین بازیگر نقش اول مرد                          | شغل پرخطر               | نامزدشده |
| ۲۰۱۹ | هشتمین جایزه بهترین ستاره کره (انجمن بازیگران فیلم کره‌ای) | بهترین بازیگر نقش اول مرد                          | شغل پرخطر               | برنده    |
| ۲۰۱۹ | نوزدهمین جوایز کات کارگردان                               | بهترین بازیگر نقش اول مرد                          | شغل پرخطر               | نامزدشده |

### فهرست‌ها
| ناشر  | سال  | فهرست               | جایگاه     | منابع  |
| ----- | ---- | ------------------- | ---------- | ------ |
| فوربز | ۲۰۱۳ | سلبریتی قدرتمند کره | سی و چهارم | [ ۱۸ ] |